# John E. Colhoun
John E. Colhoun (Staunton, 1749 – Pendleton, 1802. október 26.) az Amerikai Egyesült Államok szenátora (Dél-Karolina, 1801–1802).